# Marathon féminin aux championnats du monde d'athlétisme 2001
Navigation
Séville 1999 Paris 2003
L'épreuve du marathon féminin des championnats du monde d'athlétisme 2001 s'est déroulée le 12 août 2001 dans les rues d'Edmonton, au Canada, avec une arrivée au stade du Commonwealth. Elle est remportée par la Roumaine Lidia Simon.

## Résultats
| Rang               | Athlète                   | Pays         | Temps           | Notes |
| ------------------ | ------------------------- | ------------ | --------------- | ----- |
| Médaille d'or      | Lidia Simon               | Roumanie     | 2 h 26 min 01 s |       |
| Médaille d'argent  | Reiko Tosa                | Japon        | 2 h 26 min 06 s |       |
| Médaille de bronze | Svetlana Zakharova        | Russie       | 2 h 26 min 18 s |       |
| 4                  | Yoko Shibui               | Japon        | 2 h 26 min 33 s |       |
| 5                  | Sonja Krolik              | Allemagne    | 2 h 28 min 17 s |       |
| 6                  | Florence Barsosio         | Kenya        | 2 h 28 min 36 s |       |
| 7                  | Shitaye Gemechu           | Éthiopie     | 2 h 28 min 40 s | PB    |
| 8                  | Lyubov Morgunova          | Russie       | 2 h 28 min 54 s |       |
| 9                  | Kazumi Matsuo             | Japon        | 2 h 29 min 57 s |       |
| 10                 | Constantina Dita          | Roumanie     | 2 h 30 min 38 s | PB    |
| 11                 | Irina Timofeyeva          | Russie       | 2 h 30 min 48 s |       |
| 12                 | Firiya Sultanova-Zhdanova | Russie       | 2 h 30 min 58 s | SB    |
| 13                 | Fatuma Roba               | Éthiopie     | 2 h 31 min 10 s |       |
| 14                 | Ornella Ferrara           | Italie       | 2 h 32 min 45 s |       |
| 15                 | Nuţa Olaru                | Roumanie     | 2 h 33 min 05 s |       |
| 16                 | Yun Sun-Sook              | Corée du Sud | 2 h 33 min 09 s |       |
| 17                 | Bruna Genovese            | Italie       | 2 h 33 min 13 s |       |
| 18                 | Marleen Renders           | Belgique     | 2 h 33 min 25 s |       |
| 19                 | Meseret Kotu              | Éthiopie     | 2 h 33 min 43 s | PB    |
| 20                 | Rosaria Console           | Italie       | 2 h 34 min 11 s |       |
| 21                 | Tiziana Alagia            | Italie       | 2 h 34 min 45 s |       |
| 22                 | Rie Matsuoka              | Japon        | 2 h 34 min 45 s |       |
| 23                 | Melanie Kraus             | Allemagne    | 2 h 34 min 51 s |       |
| 24                 | Marie Soderström-Lundberg | Suède        | 2 h 35 min 00 s |       |
| 25                 | Maria Abel                | Espagne      | 2 h 35 min 09 s |       |
| 26                 | Sara Ferrari              | Italie       | 2 h 36 min 07 s |       |
| 27                 | Luisa Maria Larraga       | Espagne      | 2 h 36 min 20 s |       |
| 28                 | Marta Fernández           | Espagne      | 2 h 37 min 09 s |       |
| 29                 | Griselda González         | Espagne      | 2 h 37 min 52 s |       |
| 30                 | Alina Gherasim            | Roumanie     | 2 h 38 min 19 s |       |
| 31                 | Tadelesh Birra            | Éthiopie     | 2 h 39 min 10 s |       |
| 32                 | Jill Gaitenby             | États-Unis   | 2 h 39 min 20 s |       |
| 33                 | Tina Connelly             | Canada       | 2 h 40 min 16 s |       |
| 34                 | Sandy Jacobson            | Canada       | 2 h 40 min 24 s |       |
| 35                 | Eva Sanz                  | Espagne      | 2 h 41 min 16 s |       |
| 36                 | Elizabeth Mongudhi        | Namibie      | 2 h 42 min 23 s |       |
| 37                 | Takami Ominami            | Japon        | 2 h 42 min 25 s |       |
| 38                 | Isabelle Ledroit          | Canada       | 2 h 43 min 30 s |       |
| 39                 | Teresa Duffy              | Irlande      | 2 h 43 min 33 s |       |
| 40                 | Susan Michelsson          | Australie    | 2 h 46 min 14 s |       |
| 41                 | Michelle Simonaitis       | États-Unis   | 2 h 46 min 20 s | SB    |
| 42                 | Rosa Gutierrez            | Guatemala    | 2 h 49 min 08 s |       |
| 43                 | Danuta Bartoszek          | Canada       | 2 h 50 min 06 s |       |
| 44                 | Tania Jones               | Canada       | 2 h 50 min 46 s |       |
| 45                 | Rachel Cook               | États-Unis   | 2 h 53 min 21 s |       |
| 46                 | Gulsara Dadabayeva        | Tadjikistan  | 2 h 54 min 12 s |       |
| 47                 | Alexa Babakhanian         | Arménie      | 2 h 56 min 57 s |       |
| 48                 | Magda Castillo            | Honduras     | 2 h 57 min 17 s | NR    |
| 49                 | Margarita Conde           | Guatemala    | 3 h 03 min 03 s | PB    |
| 50                 | Angelina Cornelio         | Guatemala    | 3 h 12 min 21 s |       |
| 51                 | Herlinda Xol              | Guatemala    | 3 h 14 min 29 s |       |
| 52                 | Lindiwe Maziya            | Swaziland    | 3 h 23 min 19 s |       |
| —                  | Elfenesh Alemu            | Éthiopie     | DNF             |       |
| —                  | Cristiana Pomacu          | Roumanie     | DNF             |       |
| —                  | Jennifer Tonkin           | États-Unis   | DNF             |       |
| —                  | Kathrin Ullrich           | Allemagne    | DNF             |       |
| —                  | Zahia Dahmani             | France       | DNF             |       |
| —                  | Irina Matrosova           | Ouzbékistan  | DNF             |       |

## Légende
Records et Performances
- AR : Record continental (area record)
- CR : Record des championnats (championship record)
- MR : Record du meeting (meet record)
- NR : Record national (national record)
- OR : Record olympique (olympic record)
- PR : Record paralympique (paralympic record)
- PB : Record personnel (personal best)
- SB : Meilleure performance personnelle de la saison (season's best)
- WL : Meilleure performance mondiale de l'année (world leader)
- WJR : Record du monde junior (world junior record)
- WR : Record du monde (world record)

Circonstances et Conditions
- DNF : N'a pas terminé (did not finish)
- DNS : N'a pas pris le départ (did not start)
- DQ : Disqualification (disqualification)
- NM : Aucun essai valable enregistré (No Mark)
- Q : Qualifié « directement » au prochain tour (ou à la prochaine compétition), lors d'une compétition majeure, grâce au classement ou à la réalisation des minima (automatic qualifier)
- q : Qualifié au prochain tour (ou à la prochaine compétition), lors d'une compétition majeure, grâce au repêchage ou à la réalisation de l'une des meilleures performances parmi celles des « non qualifiés directement » (grâce au meilleur temps ou à la meilleure distance par exemple) (secondary qualifier)